# サンディエゴ大学
サンディエゴ大学（University of San Diego、略称 : USD）は、アメリカ合衆国カリフォルニア州サンディエゴ市にあるカトリック系の私立総合大学。経営管理学部、指導·教育科学部、法科大学院、看護・保険科学部、文学科学部、そしてジョン・B・ケロッグ平和学部の6つの学校で成っている。

## 環境とロケーション
USDであるアルカラパークキャンパス（The Alcalá Park campus）は、メサの辺に位置し、アメリカでも有数に美しい街サンディエゴを見渡せる。大学創立者の「環境の美しさは一個人の教養のレベルを促進する」という意図もあり、キャンパス自体の美しさは有名である。建築物は、サンディエゴにあるカトリック系スペイン様式の文化遺産に敬意を込めて、バロック建築を主としたデザインである。多くの学生や教員が大学寮に住んでいる。

## 運営
カトリック系の大学ではあるが、教会や宗教とは直接的関係はない。今日の理事委員会も非宗教的に大学を運営、経営している。サンディエゴの司教（現在、ロバート・H・ブローム）が常任の委員である。

## 学究
上記のように、60以上の学位を提供し、計6つの学校で成っている。その学校でも一番新しいのがジョン・B・ケロッグ平和学部である。USDは優等課程も学部レベルで提供しており、年間約300の生徒が登録されている。「U.S. News & World Report」誌では全米トップ100大学に、そして「Princeton Review」誌でも『最高の351大学』の一つに選ばれている。

## スポーツ
Toreros（闘牛士）という名前のスポーツチームがある。